# Acquedotto di Bonn

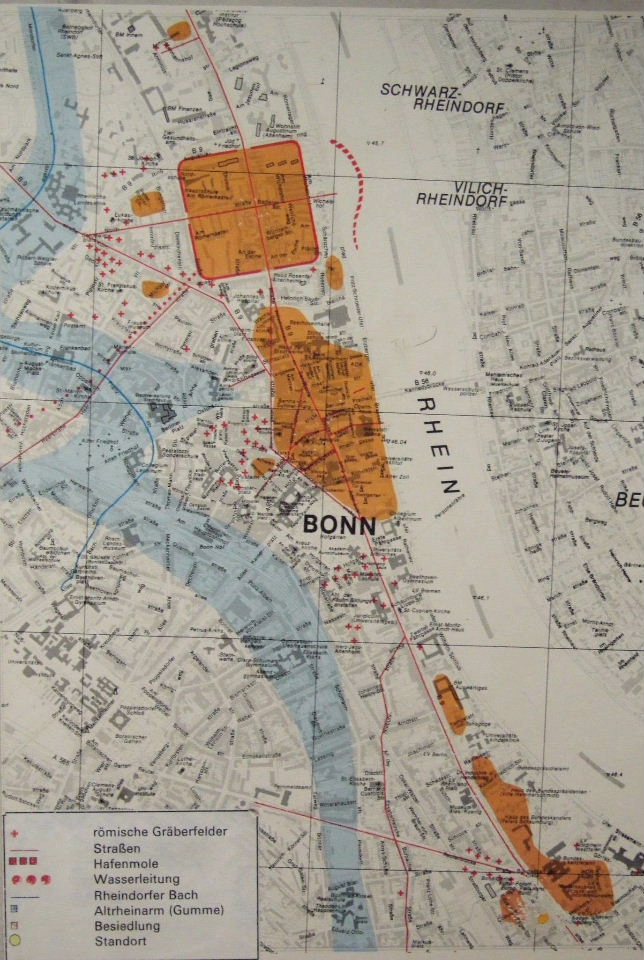
Forte (piazza) e insediamento civile della Bonn romana. La linea tratteggiata segna l'ingresso della linea nella parte sud-occidentale del campo legionario.

L'acquedotto di Bonn ( lat. Aquaeductus Bonnensis ) era un antico acquedotto di acqua potabile per l'insediamento romano di Bonn ( lat.castra Bonnensia ), che garantiva i rifornimenti alla Legio I Minervia, stanziata in quella zona dall'83 d.C.

## Corso dell'Acquedotto
L'acquedotto, che percorreva lunghe distanze, era alimentato da due fonti sulla riva sinistra del Reno, che nascevano dal fiume Hitelbach e dalla sorgente Heidensprung (Kurfürstenquelle) nei pressi di Hardtberg. Entrambi i tracciati erano costituiti da un canale a forma di U in calcestruzzo colato: quello dell'Hitelbacher, di larghezza pari a 20 cm e quello dell'Hardtberg, largo 48 cm. Dopo l'unificazione dei due rami di Alfter-Oedekoven, il tracciato sbucò in superficie - per quanto è possibile ricostruire dai ritrovamenti - a Bonn-Endenich ai margini di un antico braccio del Reno (Gumme), e ivi attraversava la valle grazie ad un ponte ad arco, risalente al XIX secolo. Il ritrovamento di diverse pietre forate di grande diametro (24 cm) lascia intuire la presenza di un passaggio attraverso un tubo ad adduzione forzata. Lavori di riparazione e tracce di insediamento post-antico alla fine dell'acquedotto, nella zona sud-ovest del campo legionario, indicano un funzionamento continuato nell'alto medioevo. Sull'Endenicher Bach si ergeva un massiccio ponte-acquedotto di 5 metri di altezza, documentato fino al XVI Secolo.